# Siadan
Siadan (ryska: Саадан, azerbajdzjanska: Sə’dən) är en ort i Azerbajdzjan.   Den ligger i distriktet Siyəzən Rayonu, i den östra delen av landet, 100 km nordväst om huvudstaden Baku. Siadan ligger 423 meter över havet och antalet invånare är 1 600.
Terrängen runt Siadan är huvudsakligen kuperad, men österut är den platt. Närmaste större samhälle är Divichibazar, 15,8 km norr om Siadan. 
Trakten runt Siadan består till största delen av jordbruksmark. Runt Siadan är det ganska glesbefolkat, med 47 invånare per kvadratkilometer.